# Championnats du monde de nage en eau libre 2006
Navigation
Dubaï 2004 Séville 2008
La quatrième édition des Championnats du monde de nage en eau libre se déroule à Naples en Italie du 29 août au 3 septembre 2006.

## Programme
| - 29 août : 5 km femmes et 5 km hommes - 31 août : 10 km femmes et 10 km hommes - 2 septembre : 25 km femmes - 3 septembre : 25 km hommes |

## Podiums
| Épreuves | Or                       | Argent                | Bronze                |
| Femmes   | Femmes                   | Femmes                | Femmes                |
| -------- | ------------------------ | --------------------- | --------------------- |
| 5 km     | Larisa Ilchenko (RUS)    | Poliana Okimoto (BRA) | Britta Kamrau (GER)   |
| 10 km    | Larisa Ilchenko (RUS)    | Poliana Okimoto (BRA) | Ksenia Popova (RUS)   |
| 25 km    | Angela Maurer (GER)      | Natalia Pankina (RUS) | Ksenia Popova (RUS)   |
| Hommes   |                          |                       |                       |
| 5 km     | Thomas Lurz (GER)        | Chip Peterson (USA)   | Simone Ercoli (ITA)   |
| 10 km    | Thomas Lurz (GER)        | Valerio Cleri (ITA)   | Evgeny Drattsev (RUS) |
| 25 km    | Josh Santacaterina (AUS) | Yuri Kudinov (RUS)    | Petar Stoychev (BUL)  |

## Tableau des médailles
| Rang  | Nation     | Or | Argent | Bronze | Total |
| ----- | ---------- | -- | ------ | ------ | ----- |
| 1     | Allemagne  | 3  | 0      | 1      | 4     |
| 2     | Russie     | 2  | 2      | 3      | 7     |
| 3     | Australie  | 1  | 0      | 0      | 1     |
| 4     | Brésil     | 0  | 2      | 0      | 2     |
| 5     | Italie     | 0  | 1      | 1      | 2     |
| 6     | États-Unis | 0  | 1      | 0      | 1     |
| 7     | Bulgarie   | 0  | 0      | 1      | 1     |
| Total | Total      | 6  | 6      | 6      | 18    |